# Михамби
Дольмен Михамби (англ. Meehambee) — мегалитическая гробница, построенная примерно в 3500 до н. э., находящаяся в графстве Роскоммон, Ирландия. Была найдена двумя местными детьми в 1960-х.
Изначально поддерживалась шестью камнями 2,3 метров в высоту. По оценкам, верхний камень весит двадцать четыре тонны; из-за разрушения он сейчас лежит под углом в 45 градусов.
Считается, что подобные гробницы, из которых в Ирландии выявлено более 1200 сооружений, были либо местом захоронения вождей или гробницами нескольких членов племени, которые населяли эту область в эпоху неолита.
В 1930-х годах объект был известен как «Липад Эйрн».

## Место нахождения
Дольмен расположен недалеко от трассы M6. К нему ведет тропа от региональной дороги R362 в деревне Белланамуллия на западной окраине Атлона.

## Галерея

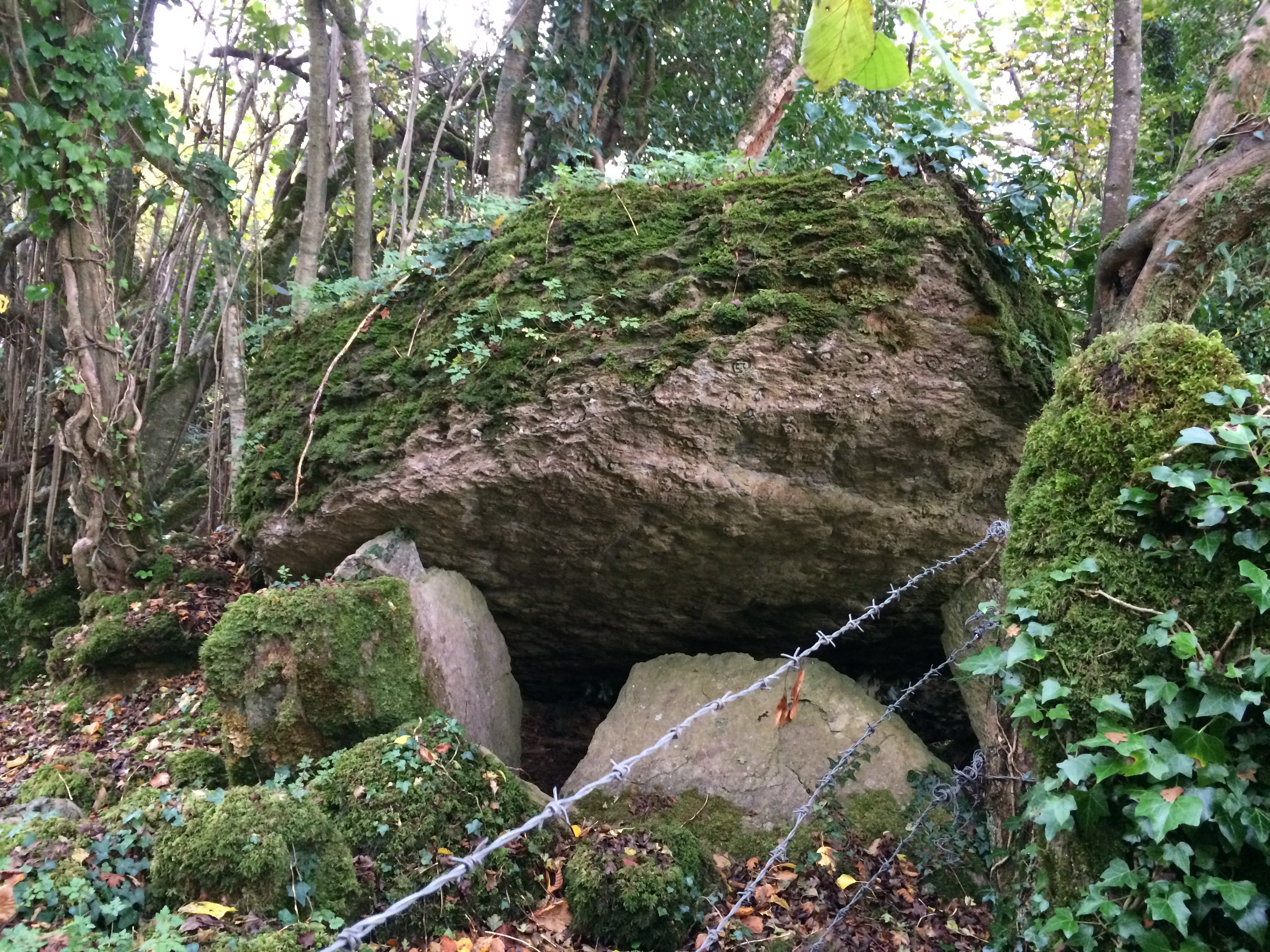
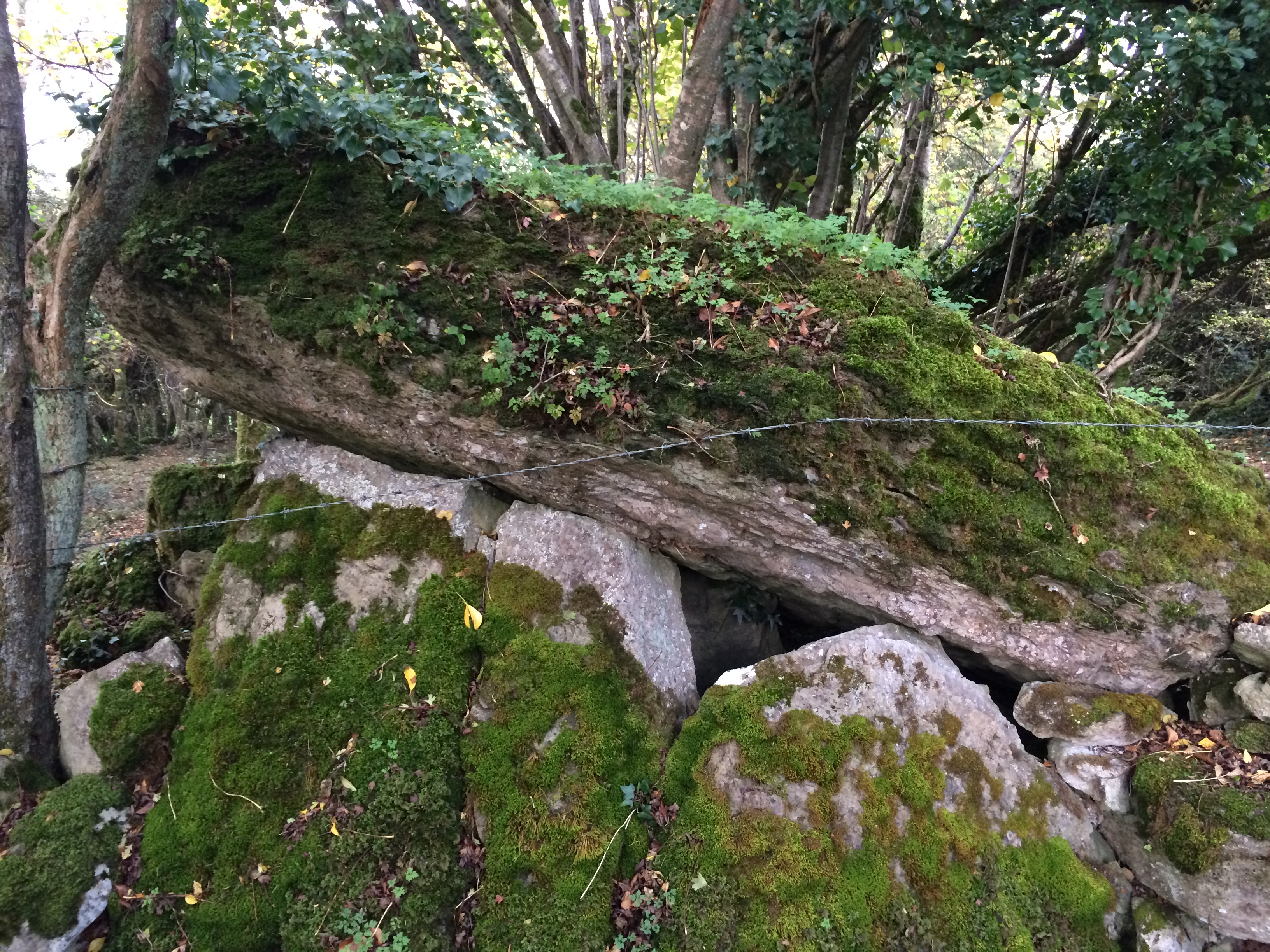
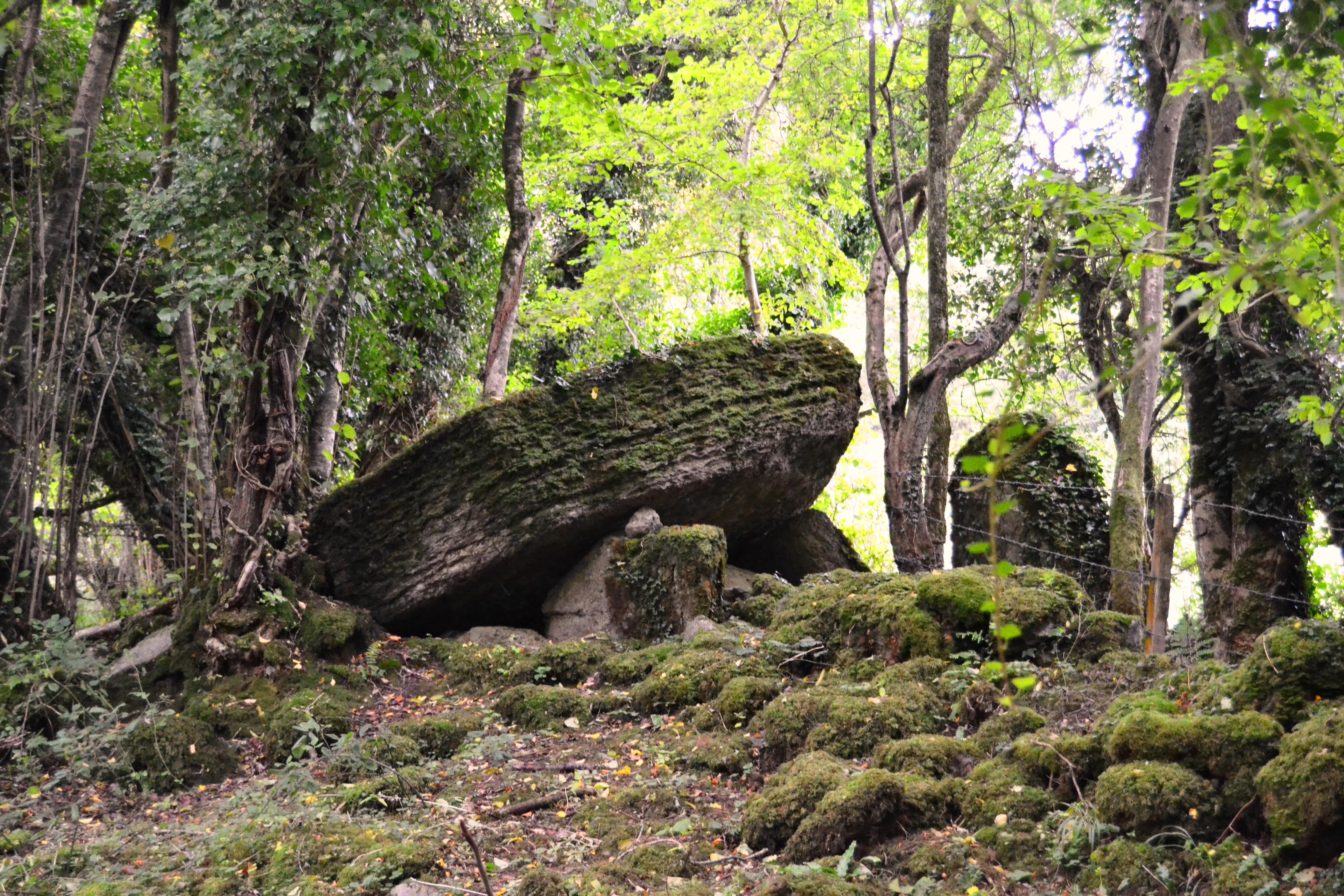